# ایوانیلدو رودریگز
ایوانیلدو رودریگز (به پرتغالی: Ivanildo Rodrigues dos Santos) دروازه‌بان اهل برزیل است که در شهر برزیل و در تاریخ ۱۲ دسامبر ۱۹۸۸ به دنیا آمده‌است.
ایوانیلدو رودریگز در تیم‌های فوتبال باشگاه ورزشی الشمال سابقهٔ حضور دارد.